# Biljarda
Biljarda, nekadašnja rezidencija Petra II. Petrovića Njegoša, a danas stalni muzejski postav Narodnoga muzeja Crne Gore. Nalazi se u povijesnom dijelu Cetinja u neposrednoj blizini Cetinjskoga manastira. Izgrađena je 29. ožujka 1838. godine po nacrtu ruskoga poklisara Jakova Ozereckovskog i uz znatnu rusku novčanu pomoć. U početku zvala se Novom kućom, ali je ubrzo dobila novo ime – Biljarda, po bilijaru, Njegoševoj omiljenoj igri.
Osnovni arhitektonski koncept Biljarde odgovara izgledu srednjovjekovnoga utvrđenoga feudalnoga dvorca. Izdužena kamena građevina na kat, pačetvorinskoga oblika, izuzetno skromne obradbe, pokrivena olovom, ograđena je visokim kamenim zidom s okruglim kulama na kutovima i ulaznim dverima na svakoj strani. U vrijeme kad je podignuta, zgrada je izgledala zadivljujuće, dužine preko 70 m i širine 7,5 m, s 11 prostorija u prizemlju i 14 prostorija na katu. Dio je prostorija Njegoš koristio za svoje osobne potrebe, dok je veći dio bio namijenjen Senatu, perjanicima i drugim tijelima državne vlasti, kao i za boravljenje uglednijih gostiju.
Biljarda je i Njegoševim nasljednicima, sve do godine 1867., služila kao rezidencija, prvo knezu (cgr. knjaz) Danilu I. Petroviću Njegošu, a potle nakratko i knezu Nikoli I. Petroviću Njegošu. Ova je znamenita zgrada prvenstveno vezana za Njegoša, osim za rezidencijalne potrebe služila je vremenom i za smještaj raznih državnih institucija. U njoj je nakon preseljenja iz manastira jedno vrijeme radila Njegoševa tiskara (Njegoševa štamparija), osnovana godine 1834., zatim bogoslovija, gimnazija i nakratko djevojački institut (škola). Početkom 20. stoljeća korištena je za smještaj ministarstava[kojih?], a između dva svjetska rata za potrebe vojnih ustanova. U dvorištu Biljarde 1916./17. godine smješten je reljefni zemljovid Crne Gore s paviljonom koji je presjekao ogradni zid. Danas se u Biljardi nalazi Njegošev muzej.

## Povijesni pregled
Biljarda je izvorno imala čvrsti olovni krov. 20 godina nakon izgradnje, kad je Cetinje napao Omer Paša i njegove snage, krov je skinut i istaljen za metke, kao i olovna slova, u to doba nedavno obnovljene, tiskare. Zgrada je podignuta godine 1838., te obnovljena 1851. godine. Biljarda postaje i sjedište mitropolije. Poznati je bilijarski stol došao kao poklon ruskoga cara[kojeg?] 1840. godine.

## Značenje
Biljarda postaje mjestom donošenja najbitnijih odluka kulturnog, političkog i državnog života Crne Gore i kao takva ulazi u svijest crnogorskoga naroda. Biljarda je kao arhitektonsko zdanje postala osnovom urbanističke cjeline Cetinja.

## Unutarnje poveznice
- Brijest (pravna povijest)

## Vanjske poveznice
- Njegošev muzej Biljarda  Arhivirana inačica izvorne stranice od 6. veljače 2018. (Wayback Machine) na mrežnoj stranici Narodnoga muzeja Crne Gore